# The Circular Staircase
The Circular Staircase est un film muet américain réalisé par Edward LeSaint et sorti en 1915.

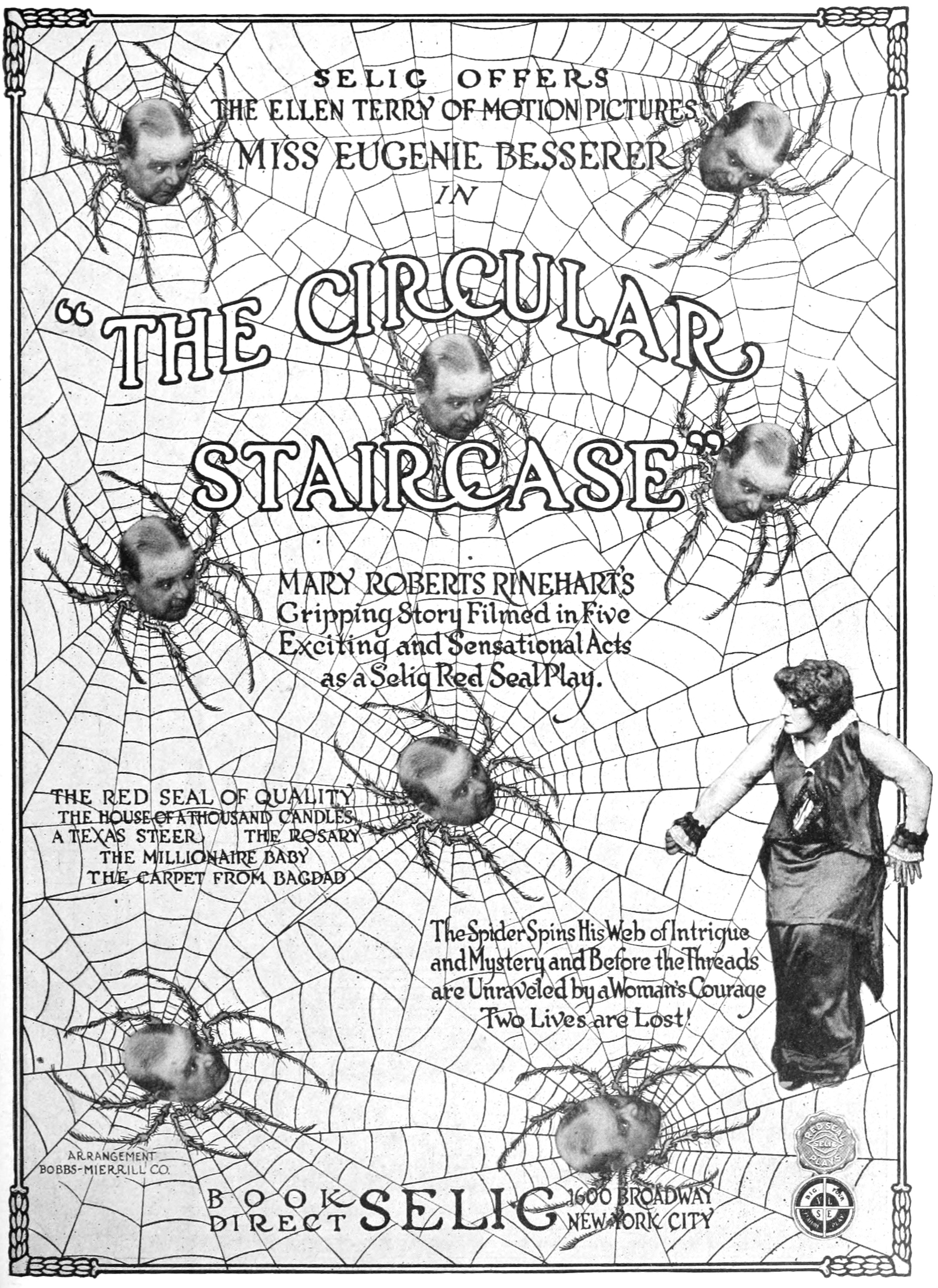
Affiche du film The Circular Staircase, 1915

Le scénario est inspiré d'un roman de Mary Roberts Rinehart : The Circular Staircase (publié en français sous le titre L'Escalier en spirale et L'escalier en colimaçon)

## Fiche technique
- Réalisation : Edward LeSaint
- Scénario : Mary Roberts Rinehart, d'après son roman
- Production : William Nicholas Selig
- Date de sortie : États-Unis : 20 septembre 1915

## Distribution
- Guy Oliver : Halsey Innes
- Eugenie Besserer : Tante Ray
- Stella LeSaint : Gertrude Innes
- Edith Johnson : Louise Armstrong
- William Howard : Jack Bailey
- Anna Dodge : Liddy
- Mrs Watson : Mrs Watson
- F.J. Tyler : le vieux Tom
- Fred Huntley : le détective Jamieson
- Clyde Benson : Arnold Armstrong
- George Hernandez : Paul Armstrong
- Bertram Grassby : Docteur Walker